# Иррациональное уравнение
Иррациональное уравнение — это уравнение, содержащее неизвестное под знаком корня {\displaystyle \surd } или возведённое в степень, которую нельзя свести к целому числу. Простейшим примером иррационального уравнения является уравнение{\displaystyle {\sqrt {x}}=2} или {\displaystyle {\sqrt[{3}]{x}}=-3}. Иногда корни могут обозначать в виде рациональных степеней неизвестной, то есть вместо {\displaystyle {\sqrt[{n}]{x}}} пишут {\displaystyle x^{\frac {1}{n}}}.

## Примеры и классификация
- {\displaystyle 3(x+4)=x} — так как переменная {\displaystyle x} не стоит под знаком корня — это алгебраическое уравнение.
- {\displaystyle 3(y+z)^{2}=x-{\sqrt {\pi }}} — так как ни одна из переменных {\displaystyle z}, {\displaystyle y}, {\displaystyle x} не стоит под знаком корня, а {\displaystyle {\sqrt {\pi }}} является постоянным числом — это алгебраическое уравнение.
- {\displaystyle {\sqrt {3}}(x+5)^{2}={\frac {1}{x}}} — так как переменная {\displaystyle x} не стоит под знаком корня, и {\displaystyle {\sqrt {3}}} — постоянное число — это рациональное уравнение.
- {\displaystyle {\sqrt {3}}(x+5)^{2}=x^{-1}} — даже уравнения, где неизвестная {\displaystyle x} стоит с отрицательными степенями, не являются иррациональными. Это опять рациональное уравнение тождественное вышеописанному.
- {\displaystyle {\sqrt {3}}(x+5)^{2}=x^{0}} — алгебраическое уравнение, так как {\displaystyle x^{0}=1}
- {\displaystyle {\sqrt {3}}(x+5)^{2}=x^{\frac {1}{2}}} — так как переменная {\displaystyle x} возведена в дробную степень, которую нельзя свести к целому числу — это иррациональное уравнение.

Короче сформулировать правило отнесения уравнений к той или иной категории можно так:
- если все степени неизвестной\ых в уравнении принадлежат множеству натуральных чисел {\displaystyle \mathbb {N} }, то такое уравнение считается алгебраическим.
- если все степени неизвестной\ых в уравнении принадлежат множеству целых чисел {\displaystyle \mathbb {Z} }, то такое уравнение называется рациональным.
- если все степени неизвестной\ых в уравнении принадлежат множеству рациональных чисел {\displaystyle \mathbb {Q} }, то такое уравнение называется иррациональным.

Образцами более сложных иррациональных уравнений могут послужить такие примеры:
{\displaystyle {\sqrt {x+4}}+{\sqrt {x+9}}=5},
{\displaystyle 7{\sqrt[{3}]{2x^{2}+6}}-3{\sqrt[{3}]{x^{2}}}=11},
{\displaystyle x^{2}+{\sqrt {x-1}}=10x+{\sqrt[{11}]{x-2}}+1}

## Связь с алгебраическими уравнениями
Не всякое иррациональное уравнение с помощью элементарных алгебраических операций (умножение, деление, возведение в целую степень обеих частей уравнения) может быть сведено к рациональному алгебраическому уравнению. Например, уравнение {\displaystyle {\sqrt {x^{2}+x}}=2} возведением во вторую степень можно преобразовать к виду {\displaystyle x^{2}+x=4}, что уже не иррациональное уравнение, но алгебраическое. А уравнение, где радикалов много, скажем больше пяти, почти никогда нельзя свести к алгебраическому уравнению арифметическими действиями и возведением в целые степени.

Однако если действовать более гибко, домножая на сопряженные,  переходя к системам и исключая переменные, то любое иррациональное уравнение действительно сводится к алгебраическому, правда степень этого алгебраического уравнения может быть велика и большинство корней будут "лишними".
При этом следует иметь в виду, что полученное рациональное алгебраическое уравнение может оказаться неэквивалентным исходному иррациональному уравнению, а именно может содержать «лишние» корни, которые не будут корнями исходного иррационального уравнения. Поэтому, найдя корни полученного рационального алгебраического уравнения, необходимо проверить, а будут ли все корни рационального уравнения корнями иррационального уравнения.

## Подходы к решению
В общем случае трудно указать какой-либо универсальный метод решения любого иррационального уравнения, так как желательно, чтобы в результате преобразований исходного иррационального уравнения получилось не просто какое-то рациональное алгебраическое уравнение, среди корней которого будут и корни данного иррационального уравнения, а рациональное алгебраическое уравнение образованное из многочленов как можно меньшей степени. Желание получить рациональное алгебраическое уравнение, образованное из многочленов как можно меньшей степени, вполне естественно, так как нахождение всех корней рационального алгебраического уравнения само по себе может оказаться довольно трудной задачей, решить которую полностью мы можем лишь в весьма ограниченном числе случаев.
Однако при решении самых разных уравнений применяются, в сущности, всего четыре метода: разложение на множители; замена переменной;  переход от равенства функций к равенству аргументов; функционально-графический.

#### 1. Метод перехода.
Суть метода: переход от равенства, связывающего функции, к равенству, связывающему аргументы.
Способы реализации:
- Возведение обеих частей уравнения в одну и ту же степень➤.
- Использование формулы {\displaystyle {\sqrt[{2n}]{{{\bigl (}f\left(x\right){\bigr )}}^{2n}}}=\left\vert f\left(x\right)\right\vert }, где {\displaystyle n\in \mathbb {N} }.
- Домножение на сопряжённое выражение. Речь идёт о выражении, сопряжённом числителю дроби, либо знаменателю, либо и числителю, и знаменателю, либо левой или правой частям исходного уравнения.
- Применение формулы двойного (сложного) радикала. Речь идёт о формуле {\displaystyle {\sqrt {a\pm {\sqrt {b}}}}={\sqrt {\dfrac {a+{\sqrt {a^{2}-b}}}{2}}}\pm {\sqrt {\dfrac {a-{\sqrt {a^{2}-b}}}{2}}}}, где {\displaystyle a\geqslant 0}, {\displaystyle b\geqslant 0}, {\displaystyle a^{2}\geqslant b}.

#### 2. Метод введения новой переменной
Суть метода: выделение в исходном уравнении повторяющегося выражения с переменной и решение более простого уравнения относительно введённой «новой» переменной.
Способы реализации:
- Явная замена ➤.
- Переход к системе уравнений ➤.
- Сведение к однородному уравнению.
- Выделение полного квадрата.
- Тригонометрическая подстановка. Этот приём используется в тех случаях, когда область определения исходного уравнения совпадает с областью значения тригонометрической функции или входит в эту область.

#### 3. Метод разложения на множители
Суть метода: воспользоваться тем, что произведение множителей равно нулю тогда и только тогда, когда хотя бы один множитель равен нулю, а другие при этом имеют смысл.
Способ реализации:
- Использование различных приёмов разложения на множители и равносильных преобразований иррациональных выражений.

#### 4. Функционально-графический метод
Суть метода: использование свойств входящих в уравнение функций.
Способы реализации:
- Использование области определения функций.
- Использование области определения и области значений функций.
- Использование монотонности функций.

### Возведение в степень
Если обе части иррационального уравнения возвести в одну и ту же нечетную степень и освободиться от радикалов, то получится уравнение, равносильное исходному уравнению.
При возведении уравнения в чётную степень получают уравнение, являющееся следствием исходного. Поэтому возможно появление посторонних решений уравнения. Причина приобретения корней состоит в том, что при возведении в четную степень чисел, равных по абсолютной величине, но разных по знаку, получается один и тот же результат.
Заметим, что потеря корней при возведении уравнения в четную степень невозможна, но могут появиться посторонние корни. Рассмотрим пример:
Решим уравнение {\displaystyle {\sqrt {x^{2}+4x-5}}=4x-8}
Возведём обе части уравнения во вторую степень
{\displaystyle ({\sqrt {x^{2}+4x-5}})^{2}=(4x-8)^{2}}
так как мы возводим в чётную степень, то возможно появление посторонних корней, ибо самим процессом возведения мы расширяем область допустимых значений (ОДЗ) для подкоренных выражений.
Так, когда {\displaystyle 4x-8} был приравнен к заведомо положительному числу (так как {\displaystyle {\sqrt {x^{2}+4x-5}}\geqslant 0} в силу определения арифметического корня), переменная {\displaystyle x} не могла принимать значения, которые бы обратили {\displaystyle 4x-8} в отрицательные числа, значит {\displaystyle 4x-8\geqslant 0} или {\displaystyle x\geqslant 2}.
Другими словами в месте с постановкой задачи нам дали ещё и ограничения на значения переменной (ОДЗ) в виде {\displaystyle x\geqslant 2}. Но, после возведения обеих частей в квадрат, мы получаем уравнение
{\displaystyle x^{2}+4x-5=16x^{2}-64x+64},
уже в котором область допустимых значений (ОДЗ) переменой {\displaystyle x} совершенна другая (теперь {\displaystyle x} может принимать совершенно любые значения, то есть ОДЗ расширилось относительно первоначального уравнения).
Очевидно, что вероятность появления посторонних корней резко выросла просто по факту того, что теперь корнем может стать гораздо больше чисел, а не только те, что {\displaystyle x\geqslant 2}.
Продолжая решать и упрощать {\displaystyle x^{2}+4x-5=16x^{2}-64x+64} мы получим квадратное уравнение:
{\displaystyle 15x^{2}-68x+69=0}, корнями которого являются
{\displaystyle x=3} и {\displaystyle x={\frac {23}{15}}}
Следует заметить, что {\displaystyle x=3} и {\displaystyle x={\frac {23}{15}}} точно являются корнями уравнения {\displaystyle 15x^{2}-68x+69=0}, но ещё не известно являются ли они корнями первоначального {\displaystyle {\sqrt {x^{2}+4x-5}}=4x-8} уравнения.
Так мы знаем, что корни первоначального уравнения не могут быть меньше 2, а меж тем корень {\displaystyle x={\frac {23}{15}}\approx 1.533333...} меньше двух, значит он не может быть корнем первоначального уравнения.
Ответ: {\displaystyle x\in \{3\}}

### Введение новых переменных
Введение вспомогательной переменной в ряде случаев приводит к упрощению уравнения. Чаще всего в качестве новой переменной используют входящий в уравнение корень (радикал). При этом уравнение становится рациональным относительно новой переменной.
Пример 1: Решить уравнение {\displaystyle 2x^{2}+3x+{\sqrt {2x^{2}+3x+9}}=33,x\in \mathbb {R} }
Сделаем замену {\displaystyle y={\sqrt {2x^{2}+3x+9}}}, ясно что при этом мы наложили ограничения на новую переменную в виде {\displaystyle y\geqslant {0}}, так как арифметический корень не может быть отрицательным числом.
После возведения {\displaystyle y} во вторую степень мы избавимся от знака корня и получим выражение {\displaystyle y^{2}=2x^{2}+3x+9}. Далее, после подстановки {\displaystyle y} в исходное уравнение, мы получим такое уравнение:
{\displaystyle y^{2}+y-42=0},
корни которого {\displaystyle y=6} и {\displaystyle y=-7}. Но {\displaystyle y} не может быть отрицательным числом ввиду того как мы определили {\displaystyle y} через нашу подстановку, поэтому корнем будем считать лишь {\displaystyle y=6}. Далее, решая уравнение {\displaystyle {\sqrt {2x^{2}+3x+9}}=6}, мы получаем корни {\displaystyle x=3} и {\displaystyle x=-4.5}.
Ответ: {\displaystyle x\in \{3;-4.5\}}
Пример 2: Решить уравнение {\displaystyle {\sqrt[{3}]{x+28}}-{\sqrt[{3}]{x-9}}=1}
Сделаем две замены: {\displaystyle u={\sqrt[{3}]{x+28}}} и {\displaystyle v={\sqrt[{3}]{x-9}}}, после их возведения в третью степень получим {\displaystyle u^{3}=x+28} и {\displaystyle v^{3}=x-9}. Далее, решив каждое новое уравнение относительно {\displaystyle x}
{\displaystyle x=u^{3}-28} и {\displaystyle x=v^{3}+9}, и после уравнивания этих уравнений, мы получаем уравнение {\displaystyle u^{3}-28=v^{3}+9}, но ввиду того, как мы вводили {\displaystyle u} и {\displaystyle v}, мы так же имеем уравнение {\displaystyle u-v=1}, значит у нас появилась система из уравнений:
{\displaystyle {\begin{cases}u-v=1\\u^{3}-v^{3}=37\end{cases}}}
Решив систему, мы получаем значения {\displaystyle v_{1}=3} и {\displaystyle v_{2}=-4}, это значит нам надо решить ещё два уравнения:
{\displaystyle {\sqrt[{3}]{x-9}}=3} и {\displaystyle {\sqrt[{3}]{x-9}}=-4}, решения которых {\displaystyle x=36} и {\displaystyle x=-55}.
Ответ: {\displaystyle x\in \{36;-55\}}

### Использование мажоранты
Термин «мажоранта» происходит от французского слова «majorante», от «majorer» — объявлять большим.
Мажорантой данной функции {\displaystyle f(x)} на заданном промежутке называется такое число A, что либо {\displaystyle f(x)\leqslant {A}} для всех x из данного промежутка, либо {\displaystyle f(x)\geqslant {A}} для всех x из данного промежутка. Основная идея метода состоит в использовании следующих теорем для решения иррациональных уравнений:
Теорема № 1.
Пусть {\displaystyle f(x)} и {\displaystyle g(x)} — некоторые функции, определённые на множестве {\displaystyle D}. Пусть {\displaystyle f(x)} ограничена на этом множестве числом А сверху, а {\displaystyle g(x)} ограничена на этом множестве тем же числом А, но снизу.
Тогда уравнение {\displaystyle f(x)=g(x)} равносильно системе:
{\displaystyle {\begin{cases}f(x)=A\\g(x)=A\end{cases}}}
Теорема № 2.
Пусть {\displaystyle f(x)} и {\displaystyle g(x)} — некоторые функции, определённые на множестве {\displaystyle D}. Пусть {\displaystyle f(x)} и {\displaystyle g(x)} ограничены на этом множестве снизу (сверху) числами А и В соответственно. Тогда уравнение {\displaystyle f(x)+g(x)=A+B} равносильно системе уравнений:
{\displaystyle {\begin{cases}f(x)=A\\g(x)=B\end{cases}}}
Теорема № 3.
Пусть {\displaystyle f(x)} и {\displaystyle g(x)} — некоторые неотрицательные функции, определённые на множестве {\displaystyle D}. Пусть {\displaystyle f(x)} ограничена сверху (или снизу) числами А и В соответственно. Тогда уравнение {\displaystyle f(x)g(x)=AB} равносильно системе уравнений (при условии, что {\displaystyle A>0} и {\displaystyle B>0}):
{\displaystyle {\begin{cases}f(x)=A\\g(x)=B\end{cases}}}
В этом утверждении особенно важно условие неотрицательности функций {\displaystyle f(x)} и {\displaystyle g(x)}, а также условие положительности А и В.
Пример:
Решить уравнение {\displaystyle {\sqrt {(x-2y+1)^{2}+1}}+{\sqrt {(3x-y-2)^{2}+25}}=6}
Введём более короткие обозначения: {\displaystyle f(x,y)={\sqrt {(x-2y+1)^{2}+1}}} и {\displaystyle g(x,y)={\sqrt {(3x-y-2)^{2}+25}}}.
Значения {\displaystyle f(x,y)} больше или равны 1, так как подкоренное выражение {\displaystyle (x-2y+1)^{2}+1} очевидно {\displaystyle \geqslant {1}}. Причём {\displaystyle f(x,y)=1}, только если {\displaystyle (x-2y+1)^{2}=0}. Аналогично, значения {\displaystyle g(x,y)} не меньше 5. Значит можно записать {\displaystyle f(x,y)+g(x,y)=1+5}. Следовательно, используя Теорему № 2:
{\displaystyle {\begin{cases}f(x,y)=1\\g(x,y)=5\end{cases}}} или {\displaystyle {\begin{cases}{\sqrt {(x-2y+1)^{2}+1}}=1\\{\sqrt {(3x-y-2)^{2}+25}}=5\end{cases}}}
Возведя оба уравнения в квадрат, получим
{\displaystyle {\begin{cases}(x-2y+1)^{2}=0\\(3x-y-2)^{2}=0\end{cases}}}, упрощая далее {\displaystyle {\begin{cases}x-2y+1=0\\3x-y-2=0\end{cases}}}
Единственное решение этой системы {\displaystyle (1;1)}
Ответ: {\displaystyle (1;1)}

### Графический подход
В некоторых случаях построение графика функции позволяет оценить возможные пути решения уравнения, количество корней или их приблизительное значение.